# Parkia biglobosa
Espèce
Classification phylogénétique
Parkia biglobosa, néré (nɛrɛ en bambara), est une espèce de plantes à fleurs de la famille des Mimosaceae, ou des Fabaceae, sous-famille des Mimosoideae selon la classification phylogénétique. C'est un arbre originaire des zones sahéliennes et soudaniennes.

## Synonymes

### Noms vernaculaires
Arbre à farine, arbre à fauve, caroubier africain (en raison de la ressemblance de sa gousse avec celle du caroubier), mimosa pourpre (en raison de la ressemblance de sa feuille).
Localement, il est désigné sous les noms de Nzia (en gbaya) ou dosso en langue zarma et néré, en langue bambara.

### Noms scientifiques
Selon Catalogue of Life (20 octobre 2014) :
- Parkia africana R.Br. ;
- Parkia clappertoniana Keay ;
- Parkia filicoidea sensu auct. ;
- Parkia intermedia Oliv. ;
- Parkia oliveri J.F.Macbr.

## Distribution
L'aire de répartition de Parkia biglobosa couvre les savanes soudanaises et guinéennes jusqu'à la limite sud de l'écozone du Sahel le long de l'isohyète des 600 mm.
Elle s'étend depuis la côte occidentale de l'Afrique jusqu'au Soudan à travers dix-neuf pays : Sénégal, Gambie, Guinée Bissau, Guinée, Sierra Leone,
Mali, Côte d’Ivoire, Burkina Faso, Ghana, Togo, Bénin, Niger, Nigeria, Cameroun, Tchad, République centrafricaine, Zaïre, Soudan et Ouganda.
Cette espèce est, avec le karité (Vitellaria paradoxa), caractéristique des zones de transition entre l'écozone sahélienne et l'écozone soudanaise.

## Description

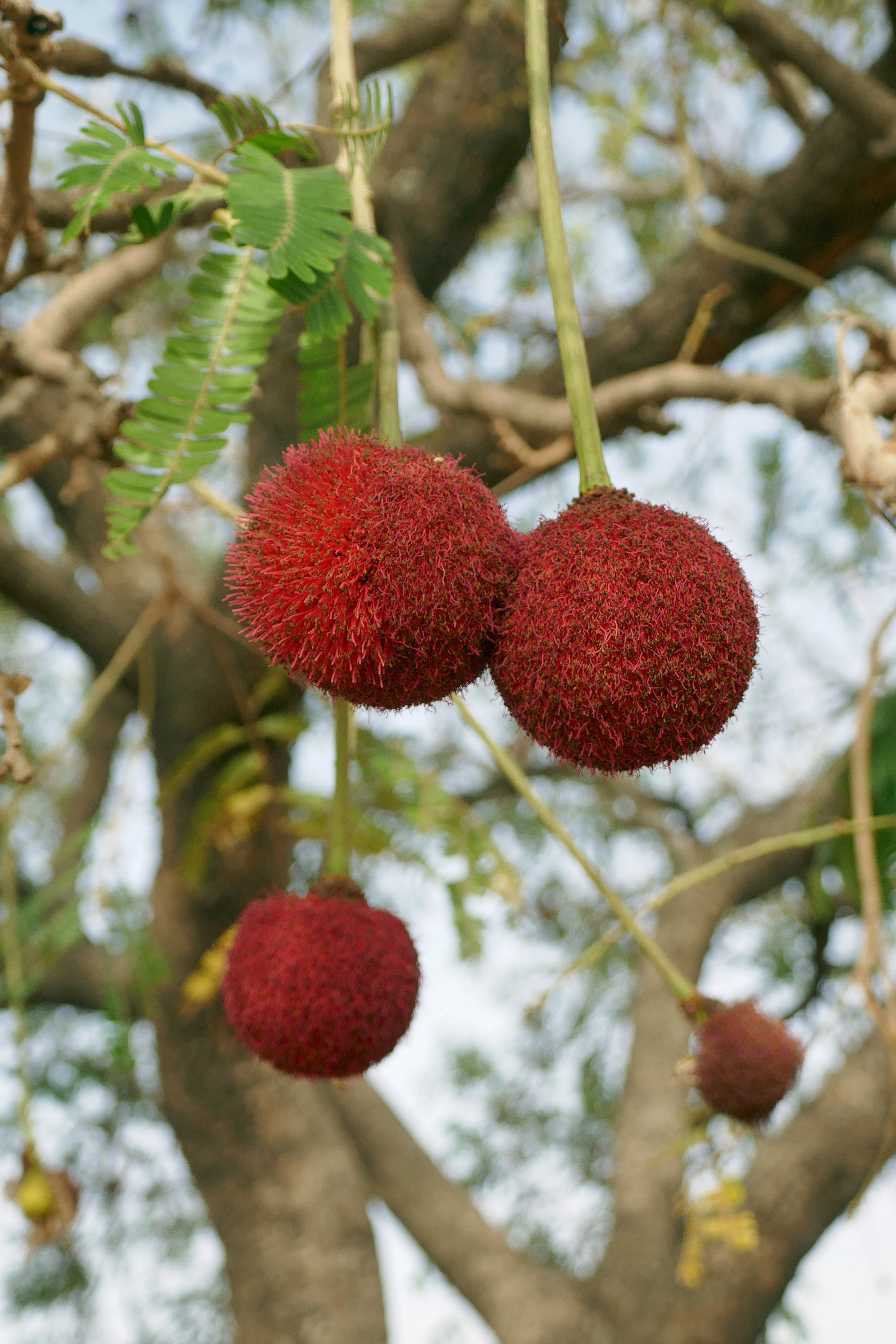
Fleurs de Néré.

Cet arbre au tronc droit et à l'écorce lisse peut mesurer jusqu'à 25 m de haut.
Son feuillage est caduc et composé de feuilles multi-pennées ressemblant à celle du mimosa.
L'arbre commence à fleurir entre 5 et 7 ans. Les fleurs apparaissent pendant la saison sèche dans le Sahel (de décembre à avril), tout en se produisant un peu plus tôt dans les régions moins arides.
Ses fruits sont de longues gousses suspendues en grappes, contenant de nombreuses graines noires enrobées d'une belle pulpe jaune. Un arbre peut donner jusqu'à 100 kg de graines par an. Les fruits commencent à mûrir juste avant les premières pluies et continuent sur la majeure partie de la saison.
Il dispose d'une racine pivot pouvant aller chercher l'eau à 60 mètres de profondeur.
L'arbre est principalement pollinisé par les chauves-souris, mais aussi par les abeilles domestiques, les mouches, les guêpes, les fourmis et les scarabées ténébrionidés.

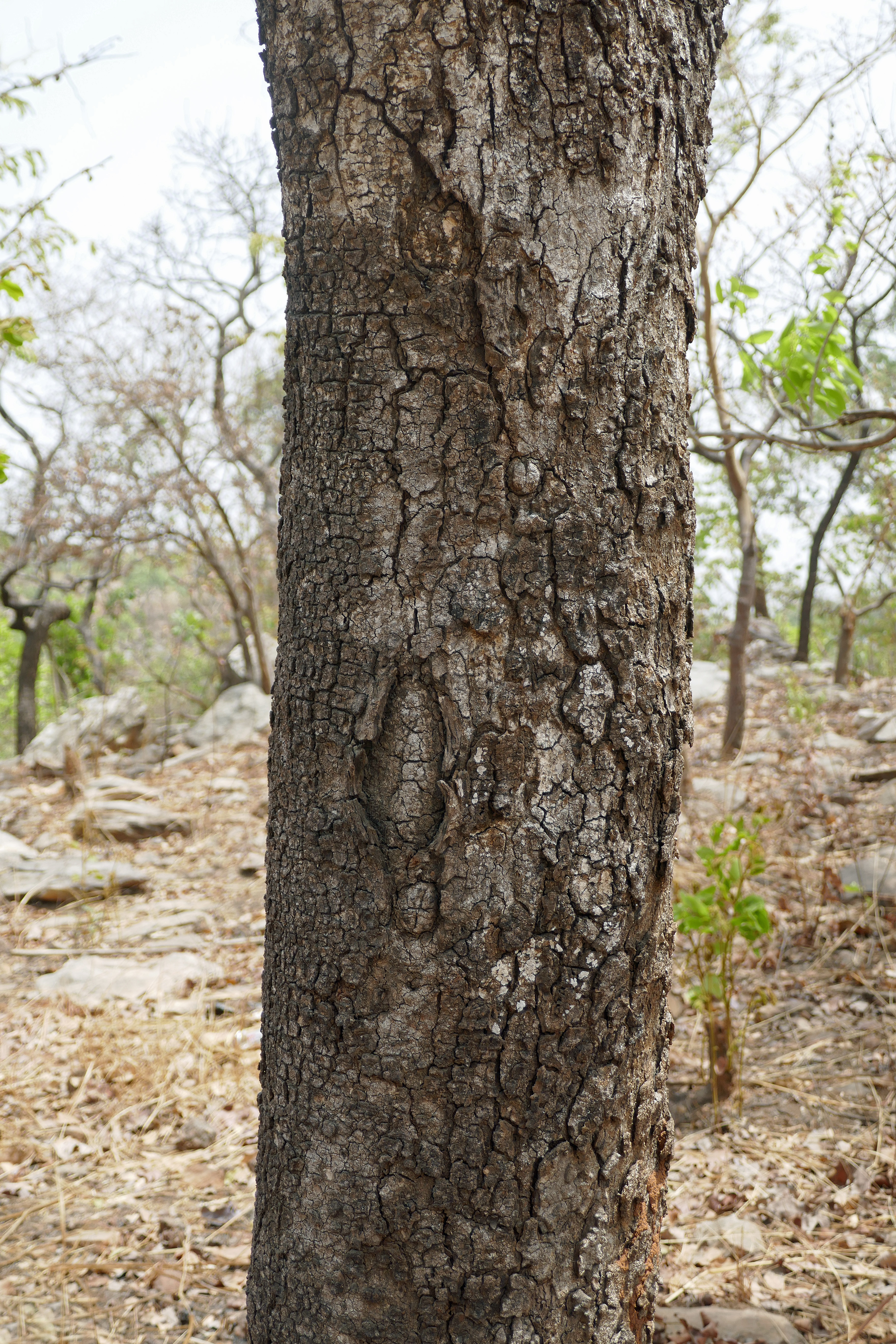
Tronc de Parkia biglobosa.

Il a été démontré que le feuillage du néré contribue à l’amélioration de la fertilité du sol. Dans une expérience, l'effet relatif isolé de la caroube au cours de la troisième année de l'expérience était de 86 %, comparé à 138 % pour le neem, un arbre apparenté. L'indice relatif de la productivité du sol au cours de cette période s'est clairement apprécié pour le néré, ainsi que pour l'accumulation de P et de C organique par rapport au neem.

## Utilisation

### Utilisation alimentaire

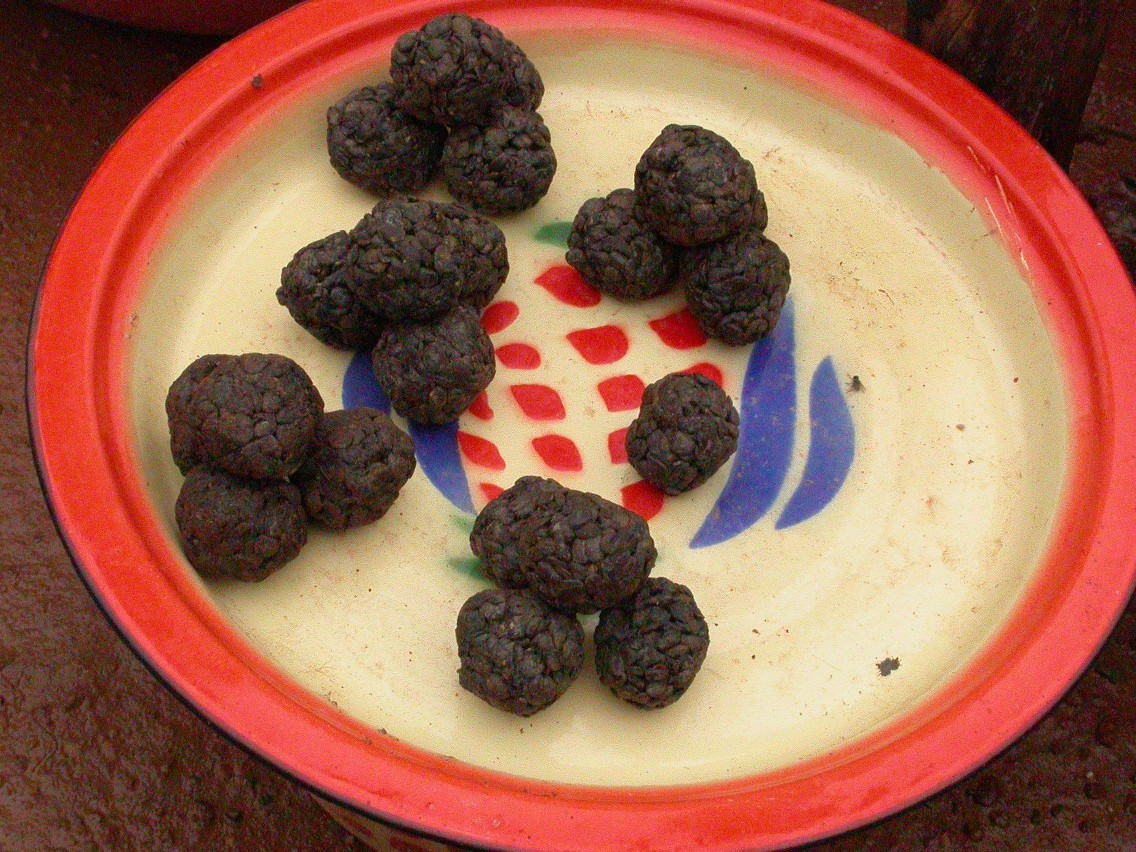
Soumbala préparé à l'aide de graines du Néré.

Cet arbre nourricier apporte de nombreux nutriments (protides, lipides, glucides, iode, vitamines diverses) de très haute qualité. Il constitue donc pour l'Afrique une source très importante en termes d'alimentation et de nutrition de qualité. La farine de néré apporte la totalité des acides aminés essentiels à l'organisme, du fer (de l'ordre de 15,5 mg/100 g), mais aussi de la vitamine C pour limiter les risques de scorbut.
L'arbre du néré produit des fruits pédonculés; ses graines noires sont recouvertes d'une pulpe jaune glucidique qui est utilisée comme farine dans la préparation de beignets et autres pâtes.
Ses graines sont bouillies, fermentées, et broyées (pilées) afin d'obtenir soit des petites boules de pâte, soit une poudre (dans ce cas elles seront séchées puis grillées) à fortes odeurs appelées soumbala en bambara au Mali et dans certains pays Ouest africains où on le parle.
Cependant, les parties les plus précieuses de l'arbre sont les graines elles-mêmes qui sont riches en lipides (29 %), en protéines (35 %), en glucides (16 %) et constituent une bonne source de graisse et de calcium pour les habitants des zones rurales. La graine est d'abord cuite pour enlever l'enveloppe de la graine puis fermentée pour produire le résultat souhaité.
Analyse nutritionnelle des graines de Parkia biglobosa (en mg/100g) :
| Partie de graine            | Lipide | Protéine | Glucides | Sucres solubles totaux | Amidon |
| --------------------------- | ------ | -------- | -------- | ---------------------- | ------ |
| Cotylédon                   | 16,86  | 34,02    | 20,70    | 25,66                  | 10,25  |
| Pulpe                       | 2,96   | 6,62     | 4,61     | 3,72                   | 25,65  |
| Testa (tissu de converture) | 1,05   | 1,63     | -        | 2,79                   | 22,25  |

On les appelle dawadawa chez les Haoussas et sikomu chez les Yoruba et les Igbos du Nigéria. Dans une étude menée sur la fermentation du dawadawa, il a été constaté que Gmelina arborea ainsi que les feuilles de bananier accéléraient la fermentation des graines, tout en apportant «une augmentation des teneurs en protéines, en graisse brute et en humidité avec une diminution correspondante des glucides.
Au Sénégal, on utilise les petites boules de pâte (nététou) obtenues par fermentation des graines pour en faire un condiment qui sera réalisé en pilant le nététou avec du sel et du piment oiseau séché. Le mélange obtenu mis en forme de grosses boulettes, est introduit (en fin de cuisson du riz) et cuit à l'étouffé puis recueilli lors du dressage pour servir de condiment appelé söul en wolof.
Au Nigeria, ce condiment est appelé iru ou dadawa. En zone haoussa, un condiment semblable est appelé dawa dawa.
Le nététou accompagne principalement au Sénégal les plats à base de riz au poisson, ainsi que le soupkandia, plat à base de gombo et d'huile de palme.
Au Bénin, il est appelé afitin dans les communautés fon. Il est utilisé dans une grande variété de plats.
En Guinée, la poudre produite à partir des graines fermentées de néré est appelée kenda par les Soussous, soumbara par les Malinkés et oddji par les Peulhs.
Cette poudre est saupoudrée sur un plat appelé lafidi par les Malinkés, marakhoulèngni par les Soussous, fouttii par les Peulhs. Ce plat, est fait à base de riz jaune garni d'une préparation issue d'un mélange de légumes (gombo, aubergine blanche sauvage, aubergine violette et du piment si possible) préalablement bouillis, égoutté puis mixés ; le tout arrosé par quelques filets d'huile de palme ou de beurre de vache traditionnel.

### Autres
La pulpe peut servir de laxatif. Les cosses peuvent servir d'engrais, de poison pour la pêche ou encore comme crépi pour enduire les murs des cases.
L'application de poudre de cosses de néré dans les champs cultivés permet de réduire, dans une certaine mesure, l'infestation par la plante parasite Striga hermonthica.
Par ailleurs, la pulpe des fruits, les feuilles et les graines de néré peuvent être utilisées pour nourrir les animaux d'élevage.

## Culture

### Prétraitement des graines
Les graines sont prétraitées avec de l'acide sulfurique (H2SO4)  concentré (97 %) pendant 10 min pour lever la dormance, puis immergées dans l'eau pendant 24 h avant le semis. Ce prétraitement est recommandé en raison de la dureté du pelage des graines. Ainsi, il a été rapporté que l'utilisation d'un tel prétraitement semblait augmenter le taux de germination. Par ailleurs, les graines peuvent également être immergées dans de l'eau bouillante pour ramollir la coque puis trempées pendant une nuit pour améliorer les performances de germination. Les graines fraîches ne nécessitent pas de prétraitement et germent dès le 2e  jour.

### Plantation
Depuis 2005, une importante campagne de plantation de Parkia biglobosa est en cours au Mali. Plus d'un million de nérés ont été plantés. Cette campagne est réalisée par et pour les populations locales (plus de 12 communes). 2009 devrait voir la plantation du troisième million de nérés dans la même région.
Une association est particulièrement active dans ce domaine, il s'agit de Terra Parkia (France) relayée par l'association Néréton (Mali) créée en 2007.

### Zones de culture
Parkia bilgobosa est une espèce  présente dans les forêts ouvertes de savane, dans les jachères et les terres agricoles boisées où la culture est semi-permanente. Elle supporte donc un large éventail climatique car on peut la trouver dans des zones allant des forêts tropicales avec des précipitations élevées et bien réparties, aux zones arides.
Elle peut se développer dans des zones où la pluviométrie est comprise entre 500 mm en région sahélienne et 2200 mm en Guinée-Bissau. Bien que son sol de prédilection soit le sol limoneux profond cet arbre peut s’adapter à des sols latéritiques peu profonds, des sols latéritiques épais, des buttes caillouteuses et des collines rocailleuses.
Parkia biglobosa pousse dans des zones de températures moyennes annuelles comprises entre 26°C et 28°C et peut se retrouver à des altitudes allant du niveau de la mer (50 m - côte du Sénégal Gambie) jusqu'à 1350 m dans les Monts du Fouta Djalon en Guinée Conakry.

### Semis
Les semis de graines en pépinière se font généralement en pots (2 graines par pots, profondeur de semis conseillée : 2 cm). Leur entretien nécessite un arrosage régulier, un désherbage et un binage toutes les deux semaines, ce qui assure une bonne croissance des plantules. La germination se réalise dès le 9e jour et le taux de germination est de 90%. Pendant la phase de germination, l’ombrage est facultatif, mais un cernage des plants est nécessaire. Au bout de 20 semaines d'élevage, les plantules mesurent entre 20 et 24 cm et peuvent être plantées. La durée moyenne en pépinière est de 3 à 5 mois.
Les semis de Parkia biglobosa présentent une germination semi-hypogée c’est-à-dire que le tégument se fend mais reste accroché aux cotylédons vert pâle charnus. La première feuille est un cataphylle, et les feuilles juvéniles suivantes sont bipennées avec généralement 3 paires de pennes. La racine pivot blanchâtre à jaunâtre se développe en premier lors de la germination et donne naissance aux racines latérales.

### Récolte et stockage
La fructification se fait généralement en fin de saison sèche, c’est-à-dire en avril-mai et la récolte est effectuée lorsque les fruits deviennent bruns. Une fois récoltés, une étape de maturation des fruits est nécessaire avant leur conservation consistant à sécher les gousses à l’ombre, en milieu ventilé, piler les gousses pour dépulper les graines, et enfin, vanner puis trier les graines par flottation.
Finalement, les graines maturées sont conservées à température ambiante dans un récipient fermé. Il y a environ 4500 à 5000 graines par kg. La durée de conservation peut être prolongée à une température de 4°C et à une humidité de 60 %.